# Fochabers
Fochabers (in gaelico scozzese: Fachabair o Fothabair) è un villaggio di circa 1.700 abitanti della Scozia nord-orientale, facente parte dell'area di consiglio del Moray e situato lungo il corso del fiume Spey.

## Geografia fisica
Fochabers si trova a circa metà strada tra Buckie ed Elgin. Il villaggio è adagiato lungo la riva orientale del fiume Spey.

## Storia
A partire dal 1868, Fochabers è sede della Baxter, un'importante industria nel campo degli alimentari.

## Monumenti e luoghi d'interesse

### Architetture religiose
Principale edificio religioso di Fochabers è la chiesa georgiana, che presenta un campanile risalente al 1798.

## Società

### Evoluzione demografica
Al censimento del 2011, Fochabers contava una popolazione pari a 1.728 abitanti
La località ha conosciuto un incremento demografico rispetto al 2001, quando contava una popolazione pari a 1.570 abitanti.

## Cultura

### Musei
Il villaggio ospita il Fochabers Folk Museum, un museo dedicato alle tradizioni locali del XVIII-XIX secolo.

## Sport
La squadra di calcio locale è il Fochabers Football Club..